# Adolphus Greely
Adolphus Washington Greely (Newburyport, Massachusetts, 27 de març de 1844 – Washington, D.C., 20 d'octubre de 1935) fou un oficial naval i explorador de l'Àrtida estatunidenc, que va obtenir la Medalla d'Honor de l'Exèrcit dels Estats Units d'Amèrica.

## Inicis de la carrera militar
Greely entrà a l'Exèrcit dels Estats Units als disset anys, després d'haver estat refusat prèviament dues vegades. Arribà fins al rang de Brevet Major al final de la Guerra Civil Americana, després de quatre anys de servei. Greely s'uní a l'exèrcit regular el 1866 com a segon tinent d'infanteria. El 1873 fou ascendit a tinent primer.

## Expedició a la Badia de Lady Franklin (1881-84)

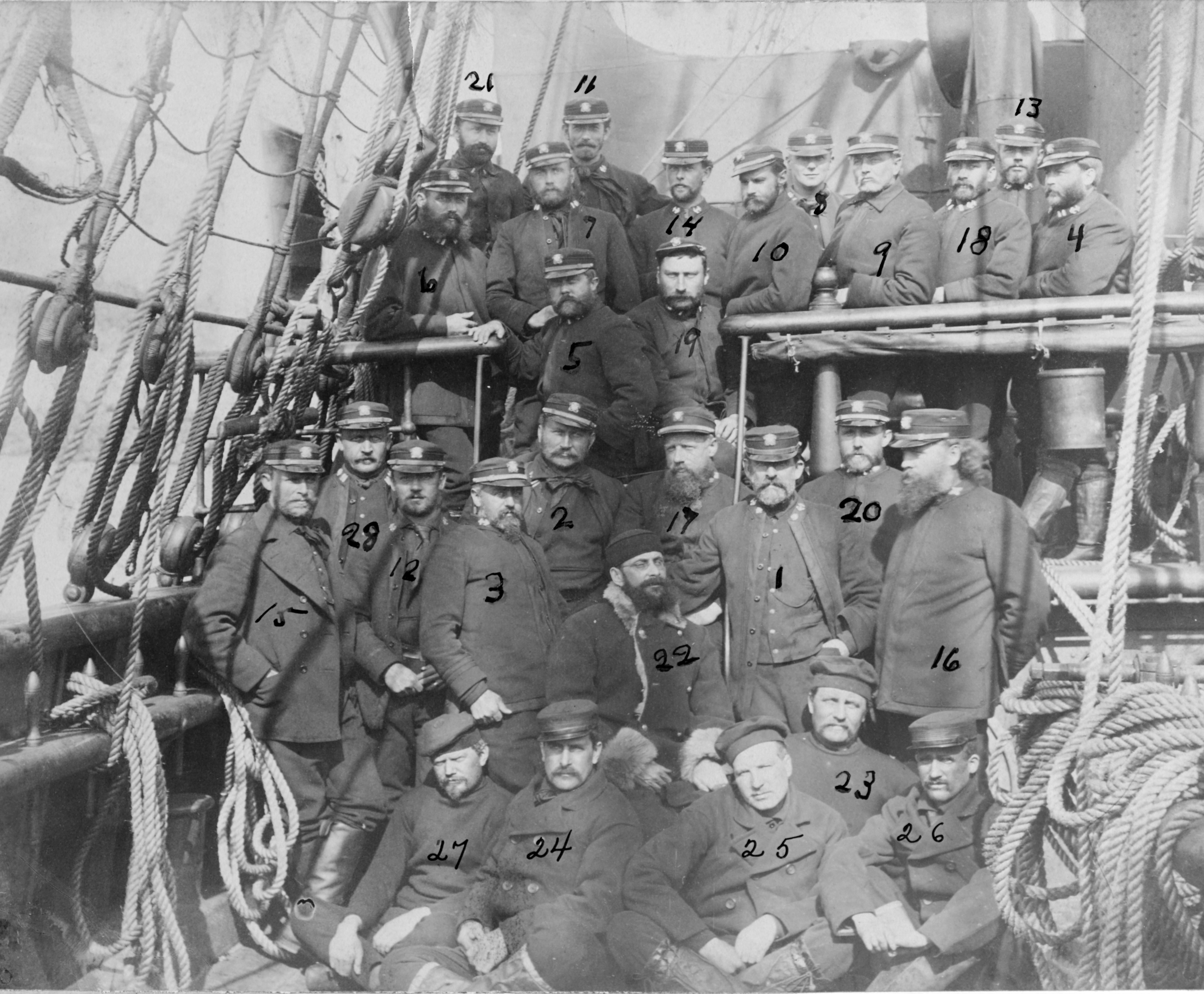
Els sis supervivents de l'expedició de Greely amb els seus rescatades, a Upernavik, Groenlàndia, 2-3 de juliol de 1884. Probablement fotografiat a bord del USS Tetis.

El 1881 el tinent Greely va rebre el comandament de l'Expedició a la Badia de Lady Franklin a bord del vaixell Proteus. Promoguda per Henry W. Howgate, el seu propòsit era establir una d'una cadena d'estacions d'observació meteorològica com a part del primer Any Polar Internacional. L'expedició també tenia la missió del govern dels Estats Units de recollir dades astronòmiques i de magnetisme polar, que serien agafats per l'astrònom Edward Israel, membre de la tripulació de Greely. Un altre dels objectius de l'expedició era trobar alguna informació sobre el USS Jeannette, perdut al nord de l'illa d'Ellesmere.
Greely va marxar cap a l'Àrtida sense cap mena d'experiència prèvia, però ell i el seu grup van ser capaços de descobrir molts quilòmetres fins aleshores desconeguts al llarg de la costa nord-oest de Groenlàndia. L'expedició també va creuar l'illa Ellesmere d'EST a oest i el tinent James B. Lockwood i David L. Brainard va aconseguir un nou «nord més llunyà» registre dels 83° 23′ 8″.
Després de creuar l'estret de Nares, establiren el seu campament a Fort Conger, a l'entrada del canal Robeson, on arribaren el 26 d'agost de 1881. L'expedició organitzà la presa de dades de marees, clima i magnetisme. L'expedició va creuar l'illa d'Ellesmere d'est a oest i el tinent James B. Lockwood i David L. Brainard establiren un nou rècord en arribar a 83° 24′ N el 13 de maig de 1882, més enllà del cap Bryant i cap Washington.
El 1882, en una exploració amb trineus de gossos a l'interior del nord de l'illa d'Ellesmere, Greely va veure la serralada Conger. També va veure les muntanyes Innuitianes des del llac Hazen. En aquesta expedició trobà restes fòssils de boscos.
El vaixell que havia de dur les provisions a Fort Conger no hi arribà perquè s'enfonsà de camí. Gràcies a la persistència de la dona de Greely, Henrietta, mai va ser abandonat la seva recerca.
Una posterior expedició, dirigida pel capità Winfield Scott Schley, a bord de l'USRC Bear, un antic balener construït a Greenock, Escòcia, va ser enviat al rescat del grup de Greely. El 22 de juny de 1884 el Bear, junt amb els vaixells Thetis i Alert, van rescatar el que quedava de la tripulació de Greely, que per aquell temps havia aconseguit arribar fins a Cap Sabine. Dinou dels vint-i-cinc membres de la tripulació havien mort de fam, ofegats o per hipotèrmia, i un executat per ordre de Greely.
Quan van ser trobats estaven a punt de morir, i de fet, un dels rescatats va morir en el viatge de retorn. Foren rebuts com a herois, tot i haver de suportar acusacions de canibalisme per part d'alguns diaris sensacionalistes. Aquestes acusacions foren desmentides i el 1894 Greely publicà Three years of Arctic service: an account of the Lady Franklin Expedition of 1881-84 and the attainment of the farthest north, en què ajudant-se dels seus records i del diari de bord relata el viatge.

## Els darrers anys

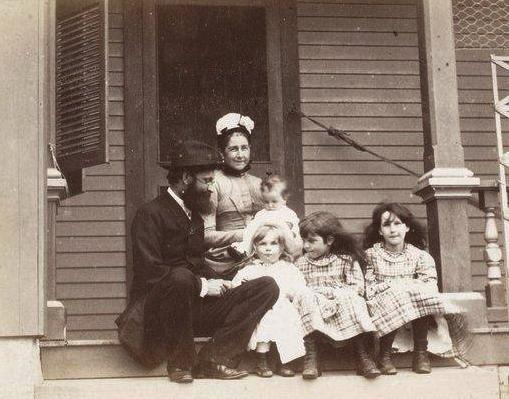
Adolphus Greely i la seva família el 1887

El juny de 1886 Greely va ser promogut a capità després de servir vint anys com a tinent i, el març de 1887, el President Grover Cleveland el nomenà Oficial en Cap de Senyals de l'Exèrcit dels Estats Units, amb el rang de General de Brigada.
Durant els anys en què Greely fou Oficial en Cap de Senyals van ser construïdes nombroses línies de telègraf militars, operades i mantingudes durant la Guerra Hispano-estatunidenca: Puerto Rico, 800 milles; Cuba, 3.000 milles; Filipines, 10.200 milles. Per connectar-se amb Alaska, Greely havia construït un sistema de gairebé 4.000 milles de cables terrestres, submarins i 107 km de telegrafia sense fils, en aquells temps el sistema comercial més llarg de la seva classe en servei al món.
El 1906 Greely va actuar com a comandant militar en la situació d'emergència provocada pel terratrèmol de San Francisco. Aquell mateix any fou ascendit a General de Divisió i el 1908 es retirà definitivament de l'Exèrcit.
El 1911 va representar l'Exèrcit dels Estats Units en la coronació del rei Jordi V del Regne Unit.
Va morir el 20 d'octubre de 1935 a Washington, D.C i es troba enterrat al Cementiri Nacional d'Arlington, Arlington, Virgínia.

## Reconeixements
El 1935, poc abans de la seva mort, va rebre la Medalla d'Honor de l'Exèrcit dels Estats Units. El 28 de maig de 1986 el United States Postal Service va emetre un segell de correus de 22 centaus en honor seu.
L'illa Greely, a la Terra de Francesc Josep duu el nom en record seu.

## Publicacions
- Three Years of Arctic Service (1886)
- Handbook of Alaska (rev. ed. 1925)
- Reminiscences of Adventure and Service (1927)
- The Polar Regions in the Twentieth Century (1928).